# Средигорное
Средигорное (каз. Средигорное) — село в Алтайском районе Восточно-Казахстанской области Казахстана. Административный центр Средигорного сельского округа. Находится примерно в 26 км к югу от районного центра, города Алтай. Код КАТО — 634857100.

## Географическое положение
Находиться в 32 км к югу от Зыряновска на берегах р. Берёзовка.

## Население
В 1999 году население села составляло 963 человека (461 мужчина и 502 женщины). По данным переписи 2009 года, в селе проживали 743 человека (359 мужчин и 384 женщины).

## История
В начале XX века из переселенцы из Самарской и Симбирской областей основали несколько населённых пунктов в Бухтарминском крае. Одним из таких сёл и была Берёзовка, первое упоминание о которой относится к 1909 году. В 1912 году Березовка вместе с сёлами Чиркаин и Усть-Нарым образовали Михайлово-Романовскую волость Змеиногорского уезда Томской губернии. В 1921 году Берёзовка была переименована в Средигорное, был создан Средигорненский сельсовет, открыта начальная школа. Население села в это время превысило 1300 человек.
В 1930-х годах школа была преобразована в семилетнюю, а позже стала средней школой.
В 1927 году в селе был запущен маслозавод. Несколько позже были построены две водяные мельницы на реке Берёзовка.
В годы коллективизации был создан колхоз «Новая жизнь», несколько позже переименованный в колхоз имени И.В. Сталина. Были открыты почта, медпункт, детский сад и ясли. В колхозе появились трактора и автомобили.
Уже после войны был организован совхоз «Средигорненский», являющийся и по сей день ведущим предприятием села под наименованием ТОО «Средигорненский». С 1960-х годов хозяйством руководит Дяглев Пётр Федорович.